# Татранова Наталія Олексіївна
Наталія Олексіївна Єсипенко (у шлюбі — Татранова) (народилася 14 лютого 1977 у м. Харкові, УРСР) — українська бадмінтоністка. Майстер спорту міжнародного класу.
Бадмінтоном почала займатися на секції бадмінтону на стадіоні «Кіровець». Перший тренер — Геннадій Махновський. У 2000 році закінчила Харківський державний політехнічний університет (ХДПУ). Згодом навчалась у Франції, де отримала диплом тренера. Працює в бадмінтонному клубі тренеркою. Виступає за клуб у клубних чемпіонатах.
Чемпіонка України в одиночному розряді (2003), в парному розряді (2000). Переможниця Croatian International в парному розряді (1999).
Одружена з Костянтином Татрановим (чемпіон України 1996 року в одиночному та 7-разовий чемпіон України у парному розряді). Донька Аня Татранова — французька бадмінтоністка, чемпіонка Франції серед юніорів.
Володіє англійською, французькою мовами.